# Кобенцль, Людвиг фон
Граф Людвиг фон Кобенцль (нем. Johann Ludwig Joseph von Cobenzl; 1753—1809) — австрийский дипломат и государственный деятель из рода Кобенцлей.

## Биография
Сын полномочного министра Австрийских Нидерландов графа Иоганна Карла Филиппа фон Кобенцля.
Пользовался покровительством Кауница. В 1779—1784 годах — посланник, а в 1784—1797 и 1798—1800 годах — посол в России. Играл видную роль в организации монархических коалиций против революционной Франции, отстаивал интересы Габсбургов при третьем разделе Польши, участвовал в знаменитом таврическом путешествии 1787 года.
С сентября 1800 года — министр иностранных дел и государственный вице-канцлер, фактически глава австрийской внешней политики с сентября 1801 по декабрь 1805 года. Вынужден был подписать соглашения с Наполеоном I: Кампо-Формийский мир 1797 года и Люневильский мир 1801 года.
Разгром союзных австрийских и русских войск Наполеоном I под Аустерлицем 2 декабря 1805 года послужил причиной ухода Кобенцля в отставку.